# Gamma del Serpentari
Gamma del Serpentari (γ Ophiuchi) és un estel en la constel·lació del Serpentari de magnitud aparent +3,75. Sense nom propi habitual, de vegades és coneguda com a Muliphen. Es troba a 95 anys llum de distància del Sistema Solar.
Gamma del Serpentari és un estel blanc de la seqüència principal de tipus espectral A0V. Diversos estudis situen la seva temperatura efectiva entre 8570 K i 9500 K. Gira molt de pressa sobre si mateixa, amb una velocitat de rotació d'almenys 210 km/s, unes 105 vegades major que la del Sol. Té una metal·licitat —abundància relativa d'elements més pesats que l'heli— comparable a la solar. Amb una massa compresa entre 2,2 i 2,9 masses solars, és un jove estel amb una edat estimada de 184 milions d'anys.
Gamma del Serpentari mostra un excés infraroig a 24 i 70 μm, indicant la presència d'un disc circumestelar de pols. En estels com Fomalhaut (α Piscis Austrinus), ζ Leporis i ι Centauri —semblants a Gamma Ophiuchi— s'han detectat discos d'aquest tipus. Les imatges resoltes en ambdues longituds d'ona amb el Telescopi espacial Spitzer suggereixen que el disc de Gamma Ophiuchi té un radi exterior de ~ 520 ua (a 70 μm) i de >≈ 260 ua (a 24 μm). L'estructura del disc primari està inclinada ~ 55º respecte al plànol del cel. El radi interior del disc sembla estar a només 10 ua de l'estel.